# Poecilochroa insularis
Poecilochroa insularis är en spindelart som beskrevs av Kulczynski 1911. Poecilochroa insularis ingår i släktet Poecilochroa och familjen plattbuksspindlar. Inga underarter finns listade i Catalogue of Life.